# Rhaphiderus spiniger
Rhaphiderus spiniger är en insektsart som först beskrevs av Lucas 1862.  Rhaphiderus spiniger ingår i släktet Rhaphiderus och familjen Phasmatidae. Inga underarter finns listade i Catalogue of Life.